# 谢利瓦诺沃区
谢利瓦诺沃区（俄语：Селивановский район）是俄罗斯联邦弗拉基米尔州下辖的一个区，其行政中心为红戈尔巴特卡。据2016年统计，该区的人口为18167人。